# 赞达亚
莎黛雅·马里·施特默·科尔曼（英語：Zendaya Maree Stoermer Coleman，1996年9月1日—）是一位美國女演員及歌手。
她从小在美国加州奥林达的加利福尼亚州莎士比亚剧院表演，同时就读于奥克兰艺术学校（Oakland School for the Arts）和加州莎翁音乐夏令营（Cal Shakes Summer Conservatory Program）从此开启了她的表演生涯。青少年早期，她开始了她的娱乐职业生涯，从梅西百货公司和老海军（Old Navy）的模特课程毕业后，出现在Kidz Bop版凯蒂·佩里单曲《忽冷忽热》的影片中。
2009年末她参加迪士尼频道电视剧《舞动青春》试镜，最终在该剧饰演主角小琪·布鲁（Rocky Blue）並成功爆紅。她在节目中演唱的数首歌曲作为单曲发布，包括2011年与贝拉·索恩共同演唱並在公告牌百强单曲榜位列第86的《看着我》（Watch Me）。赞达亚利用該劇名气藉助自己順利主持《舞出我人生：终极之舞2011》（Make Your Mark: Ultimate Dance Off）并与索恩参演2012年迪士尼频道原创电影《友情大作戰》。当年莎黛雅在《舞动青春》第二季演唱的其他歌曲被收录于《舞动青春：第二季原声带》（Shake It Up: Live 2 Dance）。
早在2013年，莎黛雅参加了美国广播公司节目《与星共舞》第16季，凭借16岁的年龄成为节目史上最年轻的选手。同年7月《舞动青春》结局，几个月后莎黛雅的书《你我之间》（Between U and Me）及其个人首张同名专辑问世。专辑主打单曲《重放》（Replay）于2013年7月16日发行，位列公告牌百强单曲榜第40位，在新西兰榜位列第18，并于2014年1月30日获得美国唱片业协会铂金认证。专辑于9月17日发布，位列公告牌二百强专辑榜第51位。

## 姓名含意
莎黛雅在她官方网站上表示她的艺名派生自绍纳语（一种出自津巴布韦绍纳族的班图语言），意为“感恩”（"to give thanks"）。而在其他採訪中她向大眾這樣解釋自己的全名——
“對我來說我得到了所有世界的綜合體......。”“我有個非洲式予名，一個（來自我母親中間名的）法語中間名，但我們做了非洲式拼寫，所以這就是我的名字，然後妳繼承了【施特默】與【科爾曼】（融合黑白人種兩方家族的血脈），所以毫不加誇張地說，我的全名就是個歷史時間軸。”
原文："For me, I get a mixture of all the worlds…". "I have my African first name, I have a middle name that is [my mom's] middle name, which is French, but we did it African spelling, so it's literally me in a name. And then you have Stoermer, and then you have Coleman. I literally have, like, a timeline in history in my name."
中文譯名裡簡體中文與香港皆照原文發音翻譯成普通話及粵語用字，而台灣院線多使用「千黛亚」為譯名，部分媒體與串流平台則譯為「辛蒂亞」或「贊達亞」。

## 早年
1996年9月1日，莎黛雅在加利福尼亚州奥克兰出生，父亲为出身阿肯色州的非裔美国人，母亲为與具德國和蘇格蘭血統的歐裔白人。尽管为父母的独生女，不過父親前段婚姻讓她擁有了五個同父異母的兄姐，而這五個兄姐都有自己的子女，所以她在自己家族已是姑/姨輩。
莎黛雅在奥林达加利福尼亚州莎士比亚剧院（California Shakespeare Theater）的影响下长大，妈妈不僅是當地小學老師更是該劇院經理，此外还负责剧院学校培养计划的训练。赞达亚曾在旗下众多舞台节目中登场，还帮助母亲为客人选座及卖彩票以造福剧院。父親原是體育老師，不過在當時還是小學生的女兒下定決心向家中表達想成為演員的意願後便辭去工作，以便在拍戲現場照顧她，現今擔任其經紀人兼專職保鑣，甚至還有自己推特帳號。母親更在當時身兼兩份工作維持家計，得以讓她無後顧之憂參加各種試鏡。雖父母兩人當時極為辛苦付出但並無怨言，始終自信認為女兒總會出人頭地。
当莎黛雅在奥克兰艺术学校读书时，她曾在贝克莱剧院（Berkeley Playhouse）出演戏剧《仙岛奇缘》（Once on This Island）的Little Ti Moune一角，并在帕洛·阿尔托剧院突破性出演《Caroline, or Change》的主角。後來在加州莎翁音乐夏令营和美国戏剧学院（American Conservatory Theater）学习技艺。她的其他舞台作品包括《理查三世》、《第十二夜》和《皆大欢喜》。
她曾与她的前舞蹈团——奥克兰未来冲击（Future Shock Oakland）度过了三年舞蹈时光。他们主要跳嘻哈和呼拉舞並在奥林达的加利福尼亚州莎士比亚剧院表演，该团队甚至还曾为赛琳娜·戈麦斯伴过舞。

## 职业生涯

### 2009年-2013年：《舞動青春》和同名专辑

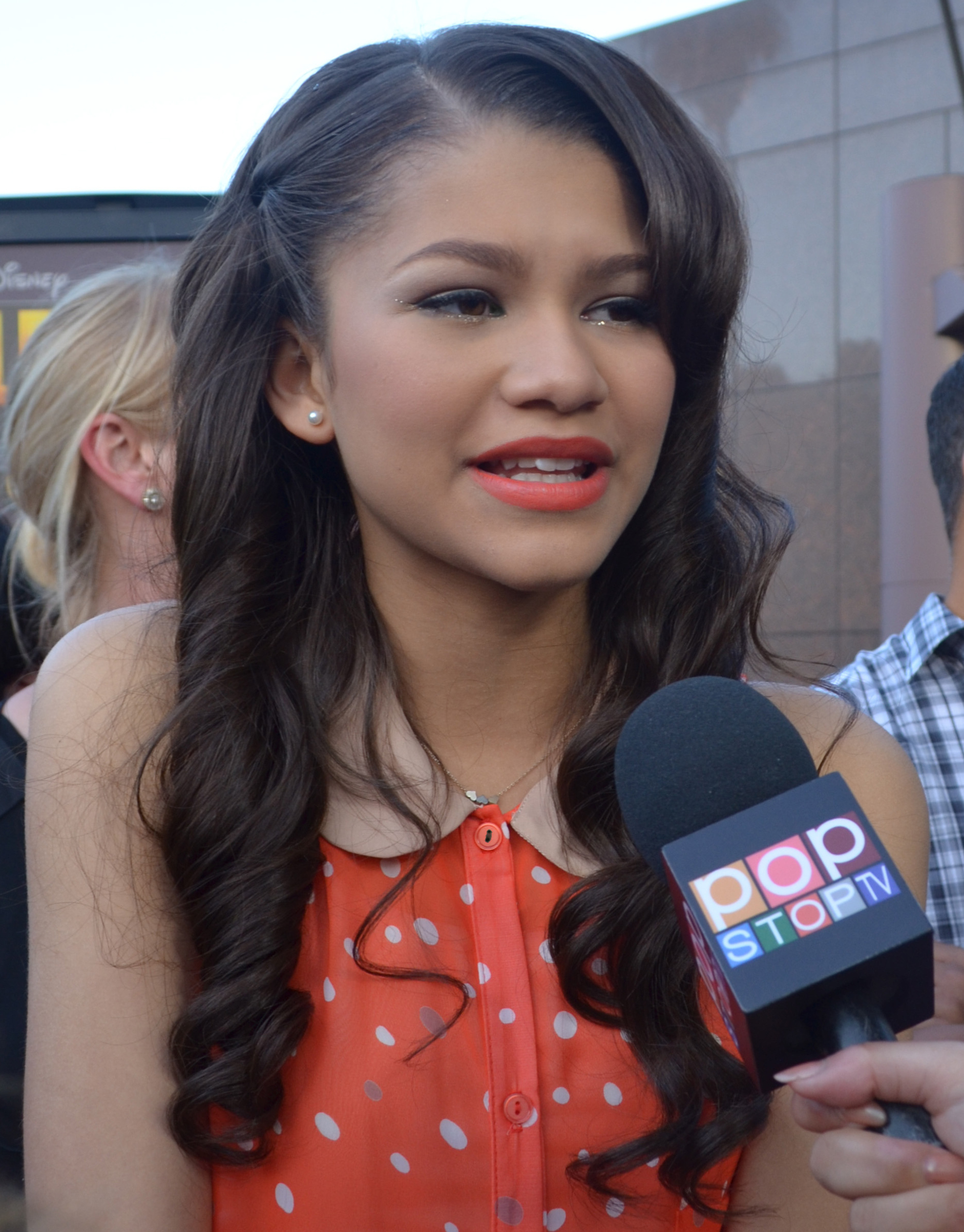
2012年莎黛雅出席迪士尼频道《闪亮的青春》（Let It Shine）首映礼

莎黛雅曾担任梅西百货、摩雯思和老海军的时装模特，从而开启了她的职业生涯。她还与史黛芬妮·斯科特（Stefanie Scott）共同亮相爱卡莉玩具广告。她还在迪士尼频道明星赛琳娜·戈麦斯的西尔斯百货广告中作为背景舞者。2009年，她参演Kidz Bop翻唱凯蒂·佩里歌曲《忽冷忽热》的MV，该MV在《Kidz Bop 15》上发布。她在参加《舞動青春》洛琪·布鲁一角的试镜时，表演了迈克尔·杰克逊的《别管我》（Leave Me Alone）。2011年，独立唱片公司发行了她的首支单曲《狂妄》（Swag It Out）。她还参演凯特·艾伦德尔书作《坏到底》（From Bad To Cursed）的预告片。同年6月21日，她与贝拉·索恩合唱的歌曲《看着我》，该曲在公告牌百强单曲榜位列86位。她在2012年迪士尼频道电影《友情大作戰》中出演了她的首个电影角色。2012年2月29日，《舞动青春第二季原声带》歌曲《Something to Dance For》发布。2012年9月2日，她签约好莱坞唱片。同年10月21日，莎黛雅在青少年音乐节（Teen Music Festival）和微笑行动（Operation Smile）募捐活动上表演。
2013年3月，赞达亚参加美国广播公司节目《与星共舞》第16季。她击败肖恩·约翰逊，成为节目史上年纪最轻的选手。她的职业舞伴是瓦伦丁·查莫尔科夫斯基（Valentin Chmerkovskiy）。尽管获得评委的赞赏和全季最高得分，但她在决赛当晚最终被凯丽·皮克勒（Kellie Pickler）和她的舞伴德瑞克·霍夫击败。她的首支单曲《重放》于2013年7月16日发布，位列公告牌百强单曲榜第40位，获得美国唱片业协会的铂金认证。莎黛雅的首张同名专辑《zendaya(album)》于2013年9月17日由好莱坞唱片发行，以第51名首秀公告牌二百强专辑榜，首周售出7458张。

### 2014年-至今：《麻辣特工》和《赞达亚》
2014年，赞达亚发布了歌曲《我的宝贝》（My Baby）的两个宣传片。专辑版于1月28日发布，混音版汇集TY$、lamsu!和鲍比·巴金斯（Bobby Brackins），于2月15日发布。
她還演出了迪士尼电视电影《魔力APP》，并为旗下新影集《麻辣特工》拍摄试播集。2014年5月，据报道赞达亚将在迪士尼频道原创电视剧《麻辣特工》中扮演主角，该剧将在夏季开机，2015年初播出。
2014年6月16日，据报道赞达亚将在电视传记片《阿丽雅：R&B公主》（Aaliyah: The Princess of R&B）中扮演阿丽雅，但几个星期后，她宣布退出该电影，项目也被搁置。
2014年10月17日，赞达亚宣布制作其第二张专辑，预计将于2015年春发布。《公告牌》杂志后来证实，赞达亚已与聯眾唱片签订联合协议，成为首位这样做的艺人。
2015年3月6日，提姆巴兰证实他正在和赞达亚制作其第二张专辑。由克里斯·布朗客串的《新鲜事》于2月5日由好莱坞唱片和聯眾唱片发行，这也是她签约聯眾唱片以来正式发行的首个作品。
2015年2月，朱利亚娜·兰西奇在第87届奥斯卡金像奖上嘲讽赞达亚的髒辮（Dreadlocks，俗稱雷鬼頭)发型“Zendaya is more high-fashion. The hair to me on her is making her a little more boho. Like I feel like she smells like patchouli oil. Or weed.”(闻起来有“广藿香油”和“大麻”的味道)，前者氣味刺鼻，多用作止汗劑，暗示骯髒；後者的潛台辭就是指癮君子、邊緣的階層。赞达亚立刻在Instagram上回应这番言论，指出以非裔捲髮的雷鬼造型去暗指骯髒且濫藥是很無禮的行為。由于言辞睿智，美泰为她制作了一款复刻她在奥斯卡典礼上衣着的芭比娃娃。
赞达亚甚至參演泰勒絲於2015年5月17日發行的MV－《壞到底》（Bad Blood），擔任角色為割喉（Cut-Throat）。

### 2016年-至今：进军影坛、《亢奋》以及转型
2016年12月，莎黛雅录制了电视真人秀节目《伸展台计划》第十五季季终集。同年，她出演了个人电影处女作《蜘蛛侠：英雄归来》，饰演米歇尔·“MJ”·琼斯一角。电影于2017年7月上映，首周末票房1.17亿美元，位居票房榜第一位。《好莱坞报道者》的约翰·迪福（John DeFore）夸耀她是位“抢镜的演员”，独立连线网的大卫·埃利希（David Ehrlich）称她是影片的“MVP”，尽管出镜时间短暂。8月，她出镜在布鲁诺·马尔斯的音乐录影带《地板上的Versace》中。
2017年12月，莎黛雅与休·杰克曼、扎克·埃夫隆、米歇尔·威廉姆斯和丽贝卡·弗格森共同出演音乐电影《马戏之王》。赞达亚在影片的三首原创歌曲中献声，包括“Rewrite the Stars”。该片评价褒贬不一，却跻身史上第三卖座的音乐剧电影。
2018年9月，赞达亚在动画电影《雪怪大冒险》中配音美姬（Meechee）一角，也为该片演唱了两首歌曲。该片收获评价多为正面。
2019年6月，赞达亚出演的HBO剧集《高校十八禁》播出。她凭借剧中角色Rue赢得了黄金时段艾美奖最佳戏剧类剧集女主角，以24岁的获奖年龄成为有史以来该奖项最年轻得主。同年，她在《蜘蛛侠：英雄远征》中再次出演了MJ一角。该片获得了商业上的成功，成为当年第四卖座的影片。
2021年2月，赞达亚与《亢奋》主创山姆·莱文森再度合作的电影《马尔科姆和玛丽》发行。该片评价褒贬不一，不过赞达亚的演出收获了多数好评。4月，赞达亚为动画电影《空中大灌篮2：新传奇》献声，配音劳拉兔一角。9月，赞达亚在丹尼斯·维伦纽瓦的科幻电影《沙丘》中出演契妮一角。12月，赞达亚在《蜘蛛侠：英雄无归》中三度饰演MJ。该片收获多数好评，赞达亚的表演亦受到认可。

## 其他经历

### 时尚活动
2012年9月，莎黛雅在Beats的电视广告中，与说唱歌手李尔·韦恩和NBA球员勒布朗·詹姆斯演唱布兰妮·斯皮尔斯和will.i.am的歌曲《尖叫呐喊》。2013年8月6日，莎黛雅发布了她的首部书作《你我之间：如何用个性和自信让你的童年时光摇起来》（Between U and Me: How to Rock Your Tween Years with Style and Confidence）。她在书中表示：“其实我在一年前签约了著书合同......整个夏季和秋季我都在写这本书。”2013年，莎黛雅受到《歌舞青春》的启发，开启了“莎黛雅歌舞青春时装系列”（Shake It Up Dance Clothing Line by Zendaya）服装生产线。系列拥有專為活跃女孩设计的有趣服装、护腿、短裤、夹克衫、头巾、运动服装及配饰。2015年4月，莎黛雅主持迪士尼电台音乐奖，并被提名为最具风格艺人，但该奖被贝琪·G赢得。

## 声乐风格
莎黛雅的首张专辑从音乐上讲尝试了流行乐和R&B风格，还接触到电子乐。专辑的歌词内容解决了爱情和伤心的问题。专辑被电台支持人瑞安·西克赖斯（Ryan Seacrest）流发行了专辑，他评论称，专辑的音乐称得上是“大部分是流行乐/R&B的合体”。他继续评论称，这张专辑包含“城市的剪切”。
莎黛雅表示迈克尔·杰克逊、艾莉娅和碧昂丝给她的音乐影响最大。在接受乔恩·阿里（Jon Ali）采访时，她评论道：“我很欣赏碧昂丝，她是目前最棒的演员。我觉得她做得很好，总是展现出她所做的一切事情。这太棒了。”其他给她影响的艺术家包括蕾哈娜和布莉琪·门德勒。赞达亚还谈到了ASAP Rocky、大肖恩、Jay Z、肯伊·威斯特和妮琪·米娜等说唱嘻哈歌手。
她的声音被与蕾哈娜、凯西（Cassie Ventura）和JoJo相提并论。

## 私生活
從8歲開始，千黛亞與奧克蘭未来沖擊舞蹈團度過了三年時光。截至2010年11月，莎黛雅與家人和狗巨型雪納瑞“午夜”（Noon）住在洛杉磯。莎黛雅是素食主義者，主要原因是她喜愛動物，而不是喜愛蔬菜。千黛亞現與英國演員湯姆霍蘭德交往，2024年12月，兩人訂婚。

## 影视作品

### 电影
| 年份 | 名稱                             | 角色           | 備註   |
| ---- | -------------------------------- | -------------- | ------ |
| 2013 | 《超級狗狗》                     | Lollipop       | 配音   |
| 2017 | 《蜘蛛人：返校日》               | 蜜雪兒·MJ·瓊斯 |        |
| 2017 | 《大娛樂家》                     | Anne           |        |
| 2018 | 《媽媽咪鴨》                     | Chi            | 配音   |
| 2018 | 《小腳怪》                       | Meechee        | 配音   |
| 2019 | 《蜘蛛人：離家日》               | 蜜雪兒·MJ·瓊斯 |        |
| 2021 | 《马尔科姆和玛丽》               | 玛丽（Marie）  |        |
| 2021 | 《怪物奇兵 全新世代》            | 蘿拉兔         | 配音   |
| 2021 | 《沙丘》                         | 契妮           |        |
| 2021 | 《蜘蛛人：無家日》               | 蜜雪兒·MJ·瓊斯 |        |
| 2022 | 《夠黑了嗎？！？黑人電影平權路》 | 她自己         | 紀錄片 |
| 2024 | 《沙丘：第二部》                 | 契妮           |        |
| 2024 | 《挑戰者》                       | 泰絲·鄧肯      |        |
| 2026 | 《奧德賽》                       | 雅典娜         | 拍攝中 |
| 2026 | 《蜘蛛人：重生日》               | 蜜雪兒·MJ·瓊斯 | 拍攝中 |
| 2026 | 《沙丘：第三部》                 | 契妮           | 拍攝中 |
| 2027 | 《史力加5》                      | 費莉西維       | 配音   |

### 电视
| 年份    | 名称                       | 角色                    | 注释                                                                                |
| ------- | -------------------------- | ----------------------- | ----------------------------------------------------------------------------------- |
| 2010–13 | 《舞动青春》               | 小琪·布魯 Rocky Blue    | 联合主演                                                                            |
| 2011    | 《查莉成长日记》           | 小琪·布魯 Rocky Blue    | 〈舞动夏莉〉 "Charlie Shakes It Up" （第2季第13集，客串，本劇與《舞动青春》交叉集） |
| 2011    | 《精灵杯比赛》             | Fern                    | 配音、电视短片                                                                      |
| 2011    | 《恶作剧之星》             | 自己                    | "Walk the Prank" （第1季第3集）                                                     |
| 2012    | 《友情大作戰》             | Halley Brandon          | 电视电影                                                                            |
| 2012    | 《天才学园》               | 絲珂·瓊斯 Sequoia Jones | "Creative consultANT" （第2季第1集，客串）                                          |
| 2013    | 《与星共舞》               | 自己/选手               | 第16季                                                                              |
| 2013    | 《全美超级模特儿新秀大赛》 | 自己                    | "The Girl Who Gets Punked" （第20季第11集）                                         |
| 2014    | 《魔力APP》                | Zoey Stevens            | 电视电影                                                                            |
| 2015–18 | 《麻辣特工》               | 凱西·庫柏 K.C. Cooper   | 主角兼製作人之一                                                                    |
| 2015    | 《黑人當道》               | Maya Calais             | "Pops' Pops' Pops" （第1季第24集）                                                  |
| 2019    | 《先见之明》               | Fola                    | 3集                                                                                 |
| 2019    | 《高校十八禁》             | Rue Bennett             | 主角                                                                                |
| 2022    | 《高校十八禁》(第二季)     | Rue Bennett             | 主角                                                                                |

## 荣誉
美国《时代》2022年全球百大最具影响力人物之一。